# پرسچینا
پرسچینا (به صربی: Presečina) یک منطقهٔ مسکونی در صربستان است که در لسکواس واقع شده‌است. پرسچینا ۴۴۸ نفر جمعیت دارد.